# トランス・ワールド航空841便爆破事件
トランス・ワールド航空841便爆破事件（トランス・ワールドこうくう841びんばくはじけん、英語：TWA Flight 841 (1974)）は、1974年9月8日にアメリカのトランス・ワールド航空の旅客機に対して行われた航空テロである。
乗員9人、乗客79人（うち子供4人）計88人全員が死亡。死亡した乗客には13人の日本人の乗客が含まれており、沖縄タイムス社が主催したヨーロッパ視察団の一行であった。

## 事件の概要
1974年9月8日、トランス・ワールド航空（2001年にアメリカン航空へ吸収合併）841便（イスラエルテルアビブ発アメリカ合衆国ニューヨーク行、ボーイング707-331B、N8734)）は、経由地であるギリシアのアテネに着陸し、68分の駐機の後に次の経由地であるイタリアのローマに向けて離陸した。しかしイオニア海上空を飛行中の現地時間午前9時40分ごろ、救難信号なしに突如行方不明になった。また、この841便が機首を上げ左に傾きながら螺旋降下してアテネの西北西約200マイル(320km)、ケファリニア島沖50マイル(100km)のイオニア海上に墜落するのを他の旅客機の乗客が目撃していた。

## 捜索
機体の大部分は墜落現場の深さ3,000mの海底に沈み、現場から回収できたのは浮遊していた約2500ポンド(1,140kg)分の機体遺留品と犠牲者24名の遺体だけで、フライトレコーダーなどは回収できなかった。ところが、機内で爆弾が炸裂した痕跡が発見されたほか、客室床面の構造物に貫通跡が見つかった。これにより、NTSB（国家運輸安全委員会）は、841便が巡航高度28,000フィートを飛行中、旅客機後部貨物室に仕掛けられた高性能爆弾が炸裂し、操縦系統が損傷したため制御不能に陥り、降下に伴う機体崩壊が続発し高速で海面に激突した航空テロであったと発表した。
またこのテロ事件の2週間前にも同じ841便の貨物室に高性能爆弾が仕掛けられていた事実があった。この時は起爆装置の故障のため爆破は未遂に終わっていた。このような出来事があったにもかかわらず、当時のトランス・ワールド航空ではカウンターで預けられた手荷物についてはノーチェックで旅客機に搭載する方針を採っていた。そのためテロを未然に防止できなかった。このテロ事件発生以降トランス・ワールド航空は方針を転換し、機内に持ち込まれる荷物についてすべてチェックを行うこととなった。
841便に誰が爆弾を仕掛けたかについて判明しなかったが、ベイルートのパレスチナ解放機構が犯行声明を出したことから事件への関与が疑われている。